# Karlsruhe
Karlsruhe este un oraș în landul Baden-Württemberg având o populație de 310.000 de locuitori (2023). În trecut orașul a fost capitala landului Baden. Este al treilea oraș ca mărime în Baden-Württemberg după Stuttgart (75 de km estic) și Mannheim (68 de km nordic). Karlsruhe se întinde pe o suprafață de aproximativ 173 de km².  Este împărțit în 27 de cartiere. Karlsruhe este înfrățit cu orașul Timișoara.

## Geografie

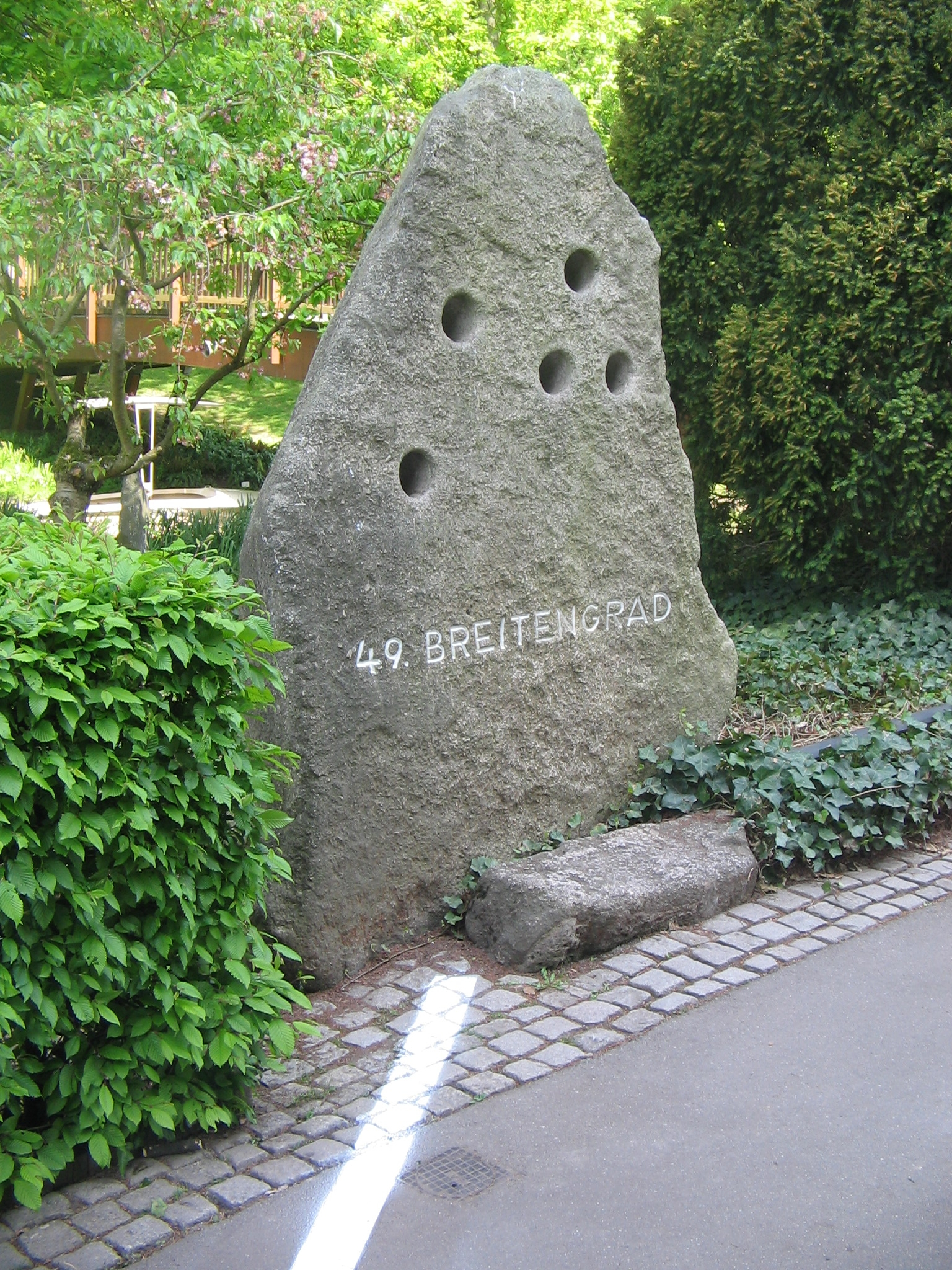
Paralela 49 în grădina zoologică din Karlsruhe

Orașul se situează la o altitudine între 100 (pe malul vestic al Rinului) și 322 de m (lângă antena de televiziune). Meridianul de 49° trece direct prin centrul orașului. Acest curs este marcat de o piatră și o linie în grădina zoologică.

## Demografie
În anul 1901 Karlsruhe a depășit numărul de 100.000 de locuitori, devenind astfel un oraș mare. În anul 1950 orașul a ajuns la 200.000 de locuitori, dublându-și astfel populația. 
Până în anul 1975 Karlsruhe s-a mărit prin includerea unor comune în teritoriul orașului. La începutul anilor 1970 Karlsruhe a avut 280.000 de locuitori. După ce a pierdut 20.000 a ajuns la 260.000 de locuitori în anul 1987. Până în 2005 populația s-a mărit de atunci cu 25.000 de persoane. Pe data de 31 decembrie 2005 Karlsruhe a avut oficial 285.263 de locuitori. Străinii reprezintau 15,2% din populația orașului.
Din cauza numărului scăzut de nou-născuți, numărul de locuitori în oraș aproape că nu mai crește. Cei 38.941 de străini provin în principal din următoarele țări (31 decembrie 2004): Turcia (6.388), Italia (4.673), Serbia și Muntenegru (2.507), Croația (2.465), Franța (1.424), Polonia (1.353), Spania (1.057), Bosnia și Herțegovina (1.032), Grecia (873).
Tabela următoare arată evoluția demografică a orașului:

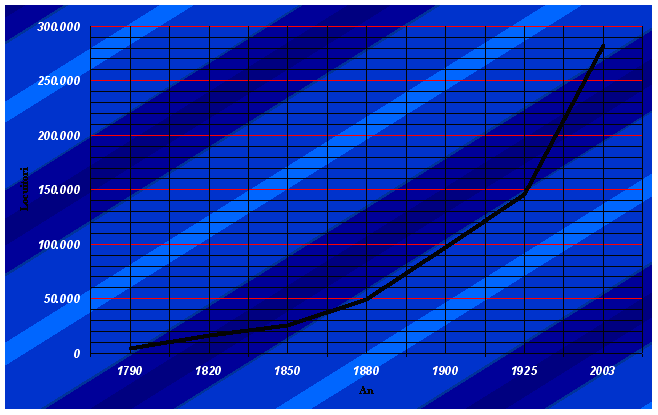
Evoluția demografică în Karlsruhe

| an   | locuitori |
| ---- | --------- |
| 1790 | 4.500     |
| 1820 | 16.200    |
| 1850 | 25.400    |
| 1880 | 49.300    |
| 1900 | 97.400    |
| 1925 | 145.700   |
| 2003 | 282.595   |
| 2010 | 294.761   |

## Economie
În Karlsruhe se află cea mai mare rafinărie de petrol din Germania (pe malul Rinului). Karlsruhe este renumit în Germania drept capitală a internetului, deoarece aici sunt doi mari furnizori de servicii internet. Regiunea Tehnologică din Karlsruhe promovează împreună cu alte orașe din regiune industria high tech. Circa 20% din forța de muncă din regiune este cuprinsă în domeniul cercetării, aceasta fiind o bază importantă pentru industria de înaltă tehnologie.

## Transport
În 1907 existau 14 motociclete, 50 de autoturisme și 6 camioane.
Autostrăzi: A5 (Alsfeld–Basel), care merge în direcția nord-sud; A8 (Saarbrücken–Rosenheim), care se află la est de Karlsruhe. Pe partea cealaltă a Rinului se află autostrada A65, care merge înspre nord la Ludwigshafen și autostrada franceză A35, care duce în direcția sud-vest spre Strasbourg (cu o ramificație care duce spre Paris) și Basel.

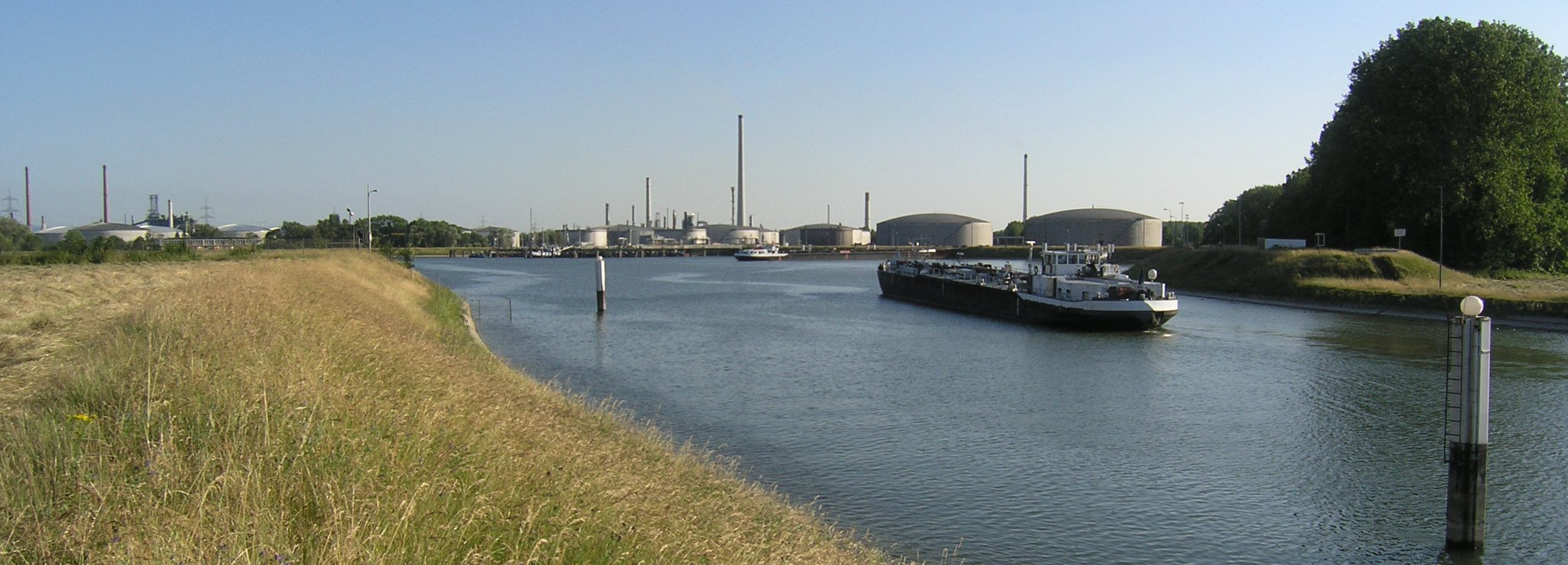
Port la Rin pentru transportul petrolului

Următoarele drumuri naționale traversează orașul Karlsruhe: B3, B10, B36. Tangenta din sudul orașului începe de la autostrada A5, devine B5, iar pe partea cealaltă a Rinului devine A65. 
Sistemul de tramvaie din Karlsruhe este unic: trei linii de tramvaie circulă până în regiunile lăturalnice, iar opt linii circulă cu un sistem dual și pe șinele de tren ale Deutschen Bahn AG (DB), mergând până în regiunile îndepărtate de oraș. Cu ajutorul acestor trenuri-tramvaie numărul de pasageri în regiunea Karlsruhe a crescut simțitor, atrăgând astfel atenția asupra modelului din Karlsruhe. Numărul pasagerilor din Karlsruhe a crescut după introducerea acestui sistem cu 560 %. Această creștere a dus însă la strâmtorarea capacităților din centru. Pentru a combate acest fenomen s-a decis construirea unui tunel sub Kaiserstraße (în plan).
Aeroport:  Aeroportul Karlsruhe/Baden-Baden face parte din Baden Airpark (oficial: Flughafen Karlsruhe/Baden-Baden) se află la aproximativ 45 km (28 mi) sud-vest de Karlsruhe, cu conexiuni regulate cu aeroporturile din Germania și Europa. La Aeroportul Internațional Frankfurt se poate ajunge în aproximativ o oră și jumătate cu mașina (o oră cu Intercity Express); La Aeroportul Stuttgart se poate ajunge în aproximativ o oră (aproximativ o oră și jumătate cu trenul și S-Bahn).

## Istorie

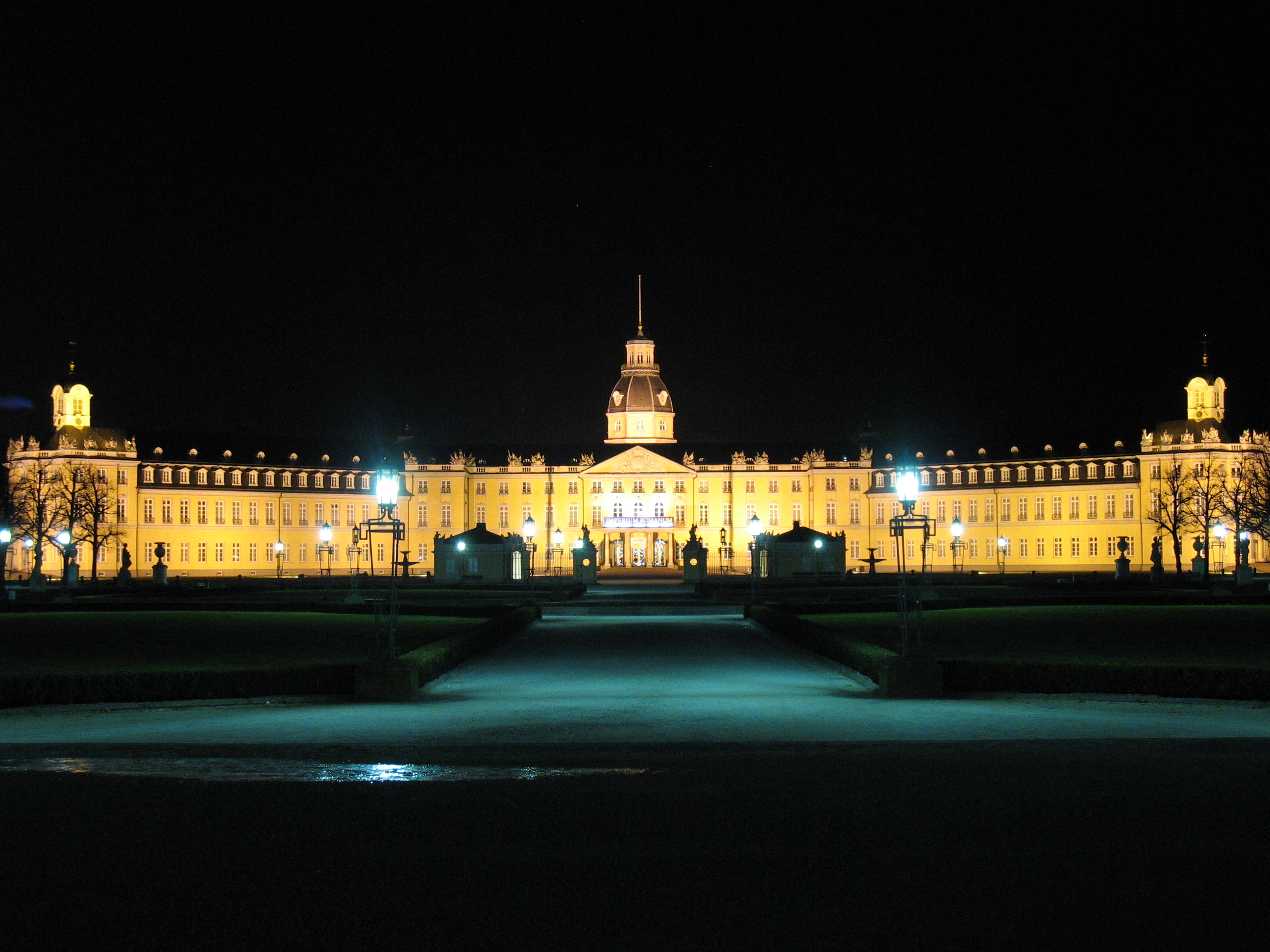
Castelul Karlsruhe pe timp de noapte

Numele orașului provine de la Margraful Karl al III-lea Wilhelm de Baden-Durlach. Karlsruhe înseamnă locul de odihnă al lui Karl, Karl Wilhelm fiind înmormântat în piramida de piatră din Marktplatz. Karl Wilhelm a fondat orașul în anul 1715 după o neînțelegere cu locuitorii fostei capitale, Durlach. Karlsruhe a devenit capitala Baden-Durlachului în anul 1771 și capitala Badenului până în anul 1945. 
Orașul are castelul în centrul său și 32 de străzi care se împart radial spre periferii. Karlsruhe este denumit și orașul evantai. 
Partea cea mai veche a orașului este în centru și se află în cvadrantul definit de 9 din aceste străzi. 
Actualmente în Karlsruhe își au reședința:
- Tribunalul suprem al Germaniei pentru drept civil și penal, Bundesgerichtshof (BGH);
- Curtea Constituțională Federală a Germaniei, Bundesverfassungsgericht.

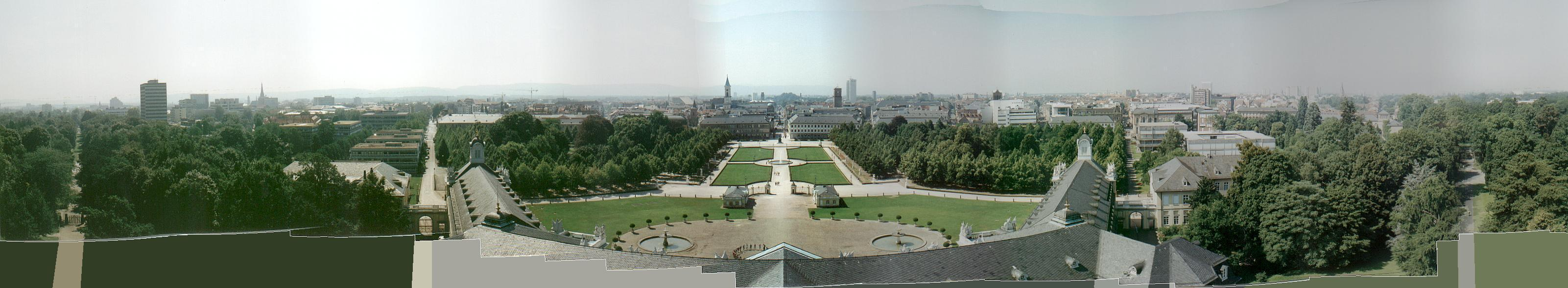
Panoramă de pe turnul castelului din Karlsruhe. Universitatea se află la stânga, piața principală în centru, iar Curtea Constituțională pe partea dreaptă a imaginii.

## Puncte de atracție
Deoarece Karlsruhe este un oraș relativ tânăr, aici nu pot fi întâlnite alei medievale ca și în alte orașe germane. Centrul orașului a fost planificat în anul înființării orașului, 1715. În centru este situat castelul care are o grădină în formă de cerc, înconjurată de o stradă denumită „Zirkel”. În trecut, construirea de noi cădiri era permisă doar după „Zirkel”. Construcțiile trebuiau să respecte principii stricte în special cu privire la înălțimea clădirilor, pentru ca impresia generală asupra orașului să fie unitară. Clădirile din apropierea castelului au fost construite în ultimii ani: cele din partea de est aparțin universității, iar cele din partea de vest aparțin Curții Constituționale.
- Turmbergbahn
- Grădina zoologică (Stadtgarten)

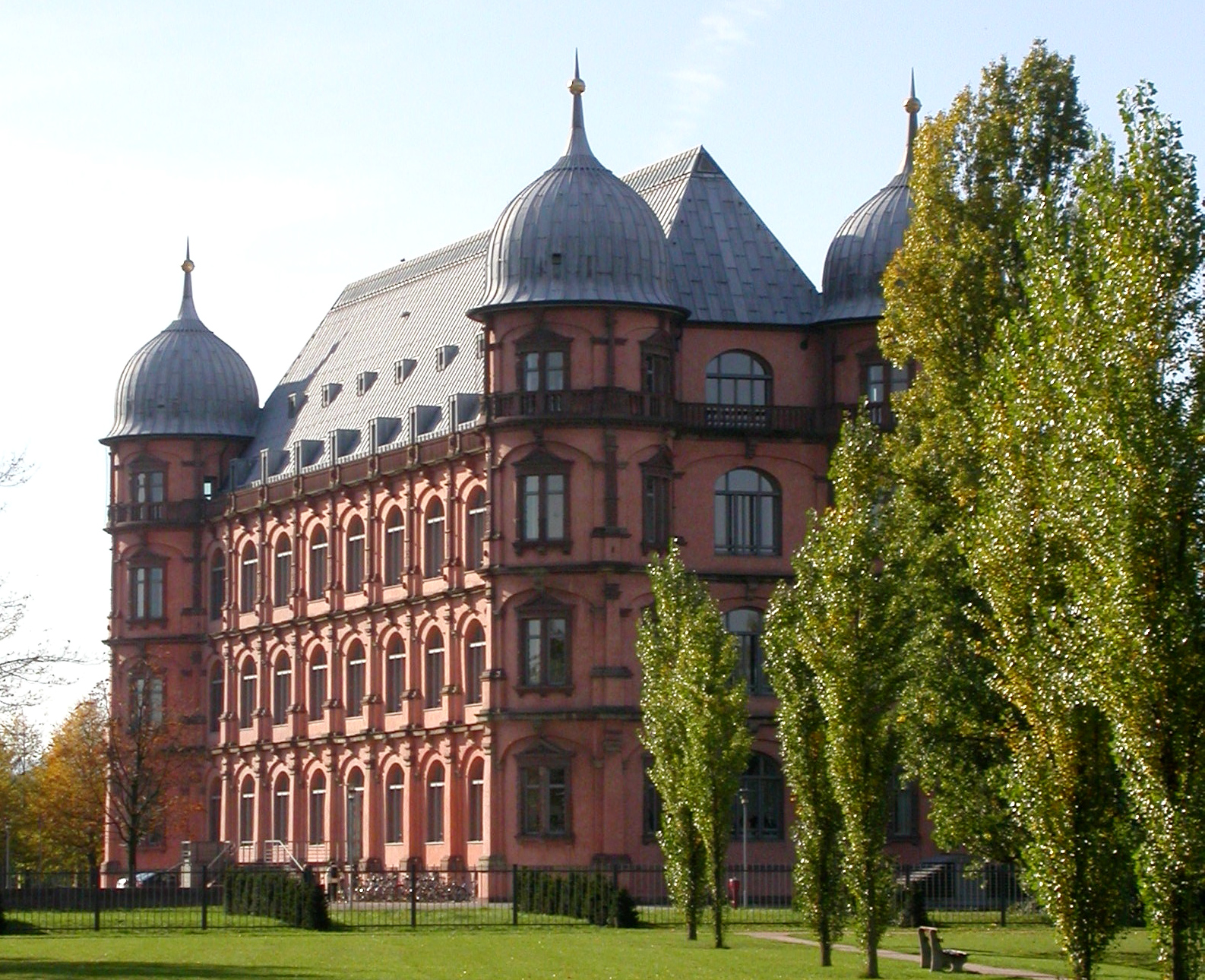
Castelul Gottesaue (Colegiu de muzică)

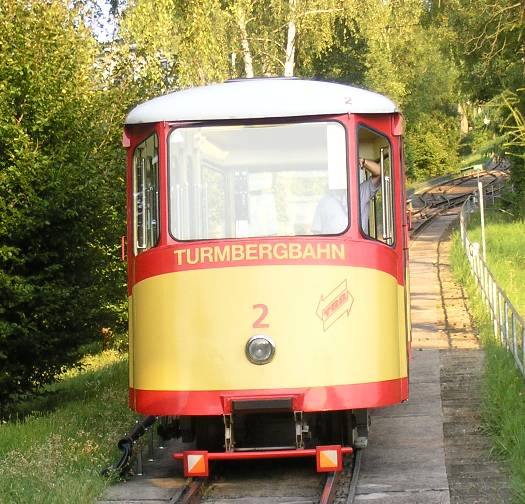
Turmbergbahn

- Piața principală (Marktplatz) cu piramida unde este înmormântat întemeietorul orașului (Karl Wilhelm, Margraf de Baden-Durlach)
- ZKM (centrul artei și a mediilor tehnologice)

## Sport
- fotbal: Karlsruher SC, liga a 2-a
- baschet: BG Karlsruhe, liga a 3-a

## Personalități

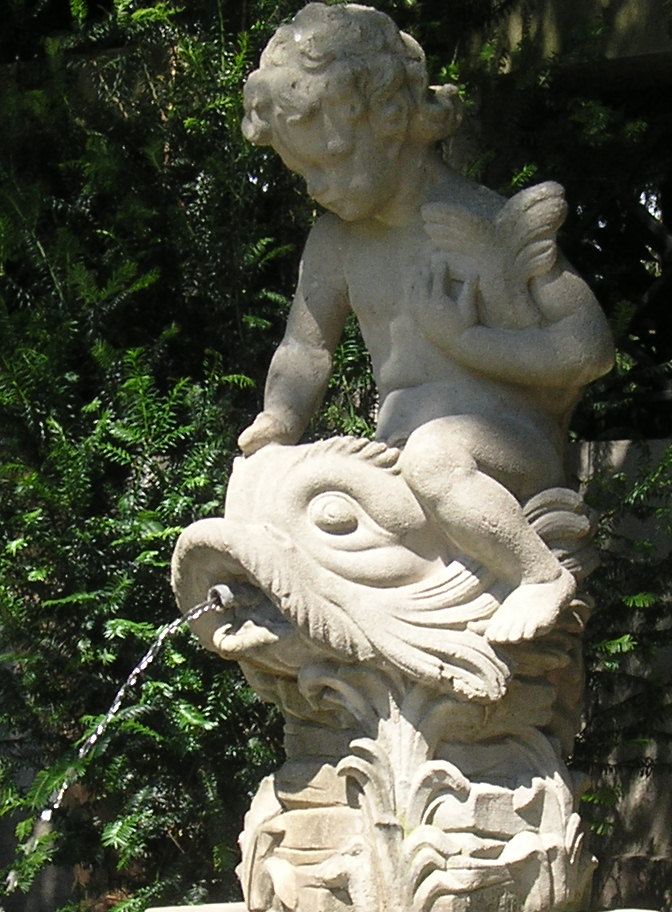
Fântâna Nancy

Orașul Karlsruhe a acordat după anul 1945 următoarelor personalități ordinul de cetățean de onoare:
- Dr. med. h.c. Dr. rer. pol. h. c. Dr. Ing. E. h. Heinrich Köhler, politician (1947)
- Dr. med. h. c. Adam Remmele, politician (1948)
- Prof. Albert Kessler, politician (1963)
- Dr. h. c. Heinrich Lübke, președinte federală din 1959 până în 1969 (1964)
- Prof. Dr. rer. nat. h. c. Hermann Veit, politician (1965)
- Dr. theol. Julius Bender, teolog și episcop evanghelic (1965)
- Kunigunde Fischer, politician (1965)
- Prof. Dr. jur. Dr. med. h. c. Siegfried Kühn, jurist și politician (1965)
- Dr. Pierre Wéber, primar general al orașului (înfrățit) Nancy (1966)
- Wilhelm Baur, politician (1969)
- Gustav Heller, politician (1969)
- Günther Klotz, primar general al orașului (1970)
- Dr. Franz Gurk, politician (1981)
- Prof. Dr. Dr. Alexander Möller, ministru de finanțe 1969–1971 (1981)
- Otto Dullenkopf, primar general al orașului (1986)
- Hanne Landgraf, politician (1993)
- Toni Menzinger, politician (1993)
- Dr. André Rossinot, primar general al orașului (înfrățit) Nancy (1995)
- Prof. Dr. Gerhard Seiler, primar general al orașului (1998)
- Dieter Ludwig, patron al KVV 1993–2006 (2006)

## Personalități care s-au născut aici
- Philipp August Böckh (1785 - 1867), savant, filolog, istoric și arheolog;
- Joseph Victor von Scheffel (1826 - 1886, scriitor ("Trompeter von Säckingen", "Alt Heidelberg, du feine")
- Carl Friedrich Benz (1844 - 1929 în Ladenburg, inginer și pionierul automonilului (inventatorul primului "Automobils", 1885)
- 1847, 31 martie, Hermann Volz, † 11. noiembrie 1941 in Karlsruhe, sculptor
- 1947, 26 iunie, Peter Sloterdijk, filozof, cercetător, rectorul universităii Staatliche Hochschule für Gestaltung Karlsruhe
- 1969, 15 iunie, Oliver Kahn, portarul echipei de fotbal
- 1970, 16 octombrie, Mehmet Scholl, fotbalist, campion european 1996
- 1971, 10 august, Rüdiger Klink, actor
- 1975, 25 ianuarie, Markus Schroth, fotbalist la 1.FC Nürnberg
- 1976, 4 aprilie, Daniel Caspary, politician (CDU) și MdEP
- 1976, 22 noiembrie, Regina Halmich, Box (categoria muscă) (campioană mondială din 1995);
- Yannick Hanfmann (n. 1991), tenismen.

## Orașe înfrățite

Karlsruhe este cu urmatoarelele orase infratit:
|  | Nancy, Franța, din 1955                 |
|  | Nottingham, Marea Britanie, din 1969    |
|  | Halle (Saale), Sachsen-Anhalt, din 1987 |
|  | Timișoara, România, din 1992            |
|  | Krasnodar, Rusia, din 1992              |
|  | Vinița, Ucraina, din 2022               |

## Literatură
- Georg Patzer, Kleine Geschichte der Stadt Karlsruhe,  Leinfelden-Echterdingen, 2004